# Edwards Pierrepont

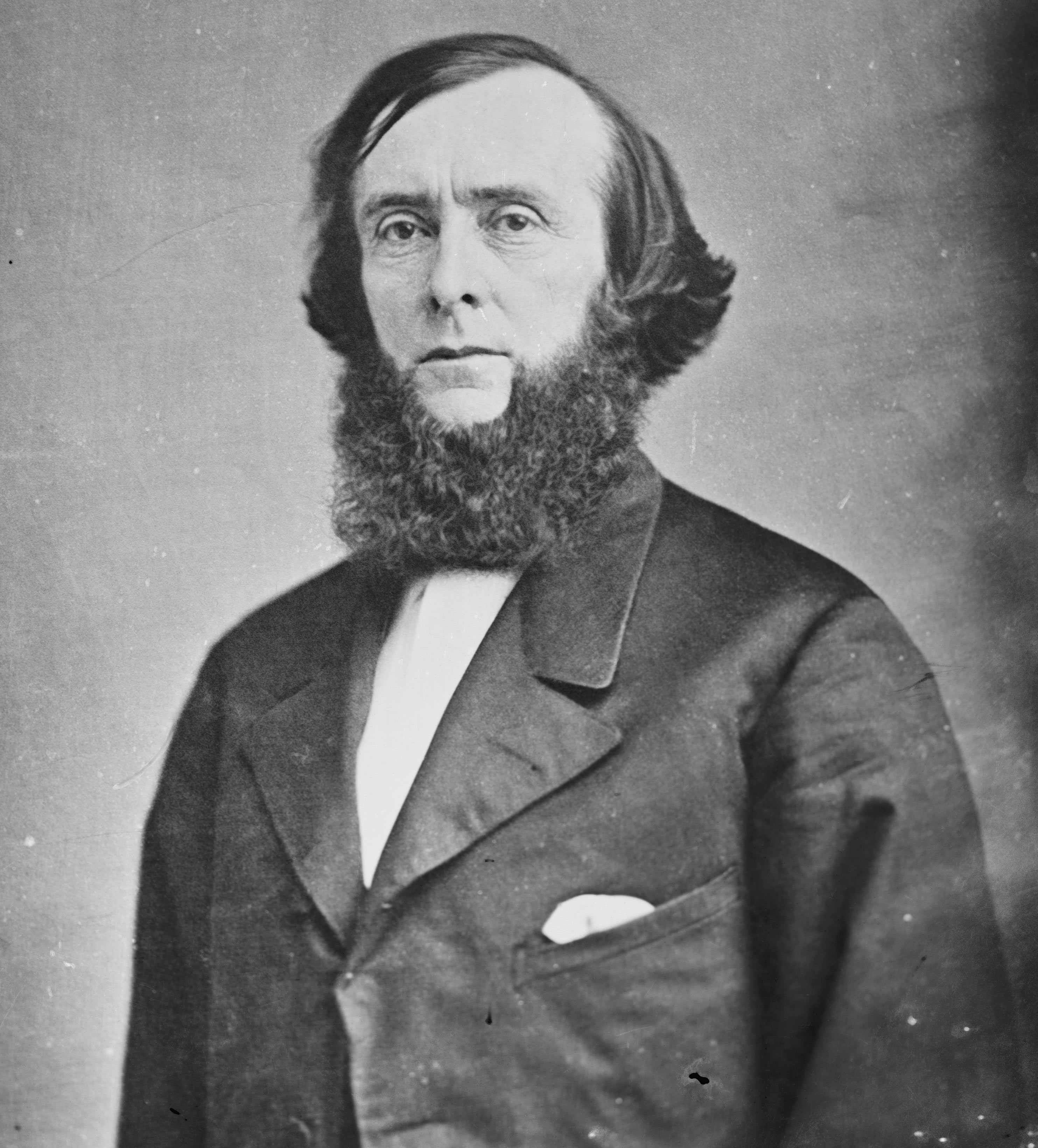
Edwards Pierrepont

Edwards Pierrepont, född den 4 mars 1817 i North Haven, Connecticut, död den 6 mars 1892 i New York, var amerikansk republikansk politiker, jurist och diplomat.
Pierrepont studerade vid Yale University i New Haven, Connecticut. 1840 inledde han sin karriär som jurist i Columbus, Ohio. 1857-1860 var han domare i delstaten New Yorks högsta domstol.
Han tjänstgjorde som USA:s justitieminister under president Ulysses S. Grant 1875-1876. Han var amerikansk minister i London 1876-1877.